# Wauseon, Ohio
Wauseon, Ohio (енгл. Wauseon) град је у америчкој савезној држави Охајо.

## Демографија
По попису из 2010. године број становника је 7.332, што је 241 (3,4%) становника више него 2000. године.
| Група             | 2000.         | 2010.         |
| Белци             | 6.228 (87,8%) | 6.061 (82,7%) |
| Афроамериканци    | 39 (0,5%)     | 63 (0,9%)     |
| Азијати           | 58 (0,8%)     | 70 (1,0%)     |
| Хиспаноамериканци | 694 (9,8%)    | 1.039 (14,2%) |
| Укупно            | 7.091         | 7.332         |